# 仙石忠政
仙石 忠政（せんごく ただまさ）は、安土桃山時代から江戸時代前期の武将、大名、信濃小諸藩の第2代藩主。のちに信濃上田藩の初代藩主。出石藩仙石家2代。

## 生涯
天正6年（1578年）、羽柴秀吉（豊臣秀吉）の家臣・仙石秀久の三男として生まれる。長兄の久忠は盲目のために検校となり、次兄の秀範は慶長5年（1600年）の関ヶ原の戦いで西軍に与したため、戦後に父から勘当されて廃嫡となったため、嫡男となった。
父と共に徳川家康に仕え、関ヶ原の戦いでは、父と共に東軍に属し、西軍方の真田昌幸の信濃上田城攻めに参加した（上田合戦）。この時の功により、徳川秀忠の「忠」の字を拝領して、久政から忠政と改めたといわれている。また、この時期に従五位下・兵部大輔に叙位・任官している。
慶長19年（1614年）、父の死去により家督を継ぎ、小諸藩5万石の第2代藩主となる。同年からの大坂の陣にも参加し、大坂冬の陣で黒門口を担当した。夏の陣では天王寺・岡山の戦いにおいて真田信繁、毛利勝永ら豊臣軍と交戦し、毛利隊の猛攻に苦しみつつも11の首級を得た。その戦功と尽忠により元和8年（1622年）9月25日に信濃上田6万石に加増移封された。
小諸城主時代は父の強権的な治世によって逃散した領民の帰村や浪人の帰農を行うなど領内の安定に努める一方、貫高制から石高制に変えるなど領内制度の改革にも着手した。上田城主時代には真田の後を引き継ぎ、新田開発や産業の推進に力を注ぎ、兵農分離政策を進め、領内を8つの組で構成し各村に庄屋を置くなど支配体制を強化した。また、寛永3年（1626年）からは上田城の大改修にとりかかっている。しかし、寛永5年（1628年）4月20日に死去。享年51。跡を長男の政俊が継いだ。
上田城は忠政の死後に完成することとなる。

## 逸話
上田藩への移封は忠政自らが幕府に願い出て、受理されたものと云われている。この決定事項を不服とした真田信之は、上田藩関係の書類を燃やしてしまったため、忠政が上田藩に越してきた際、領内の把握に非常に苦労したといわれている。